# Calliscelio upoluensis
Calliscelio upoluensis är en stekelart som först beskrevs av David Timmins Fullaway 1939. 
Calliscelio upoluensis ingår i släktet Calliscelio och familjen Scelionidae. Inga underarter finns listade.